# Kemometri
Kemometri är en metod att med multivariat statistik optimera eller undersöka kemiska processer. Optimering genom att undersöka en variabel i taget ger ett annat (sub-optimalt) slutresultat än att undersöka hela systemet i en modell. För en praktisk introduktion till multivariat statisk erbjuder webbplatsen miljöstatistik en lättsam introduktion. Kemometri är till sin natur tvärvetenskaplig och använder metoder som ofta används i centrala dataanalytiska discipliner som multivariat statistik, tillämpad matematik och datavetenskap, för att ta itu med problem inom kemi, biokemi, medicin, biologi och kemiteknik. På så sätt speglar det andra tvärvetenskapliga fält, som psykometri och ekonometri. 

## Bakgrund
Kemometri används för att lösa både deskriptiva och prediktiva problem inom experimentell naturvetenskap, särskilt inom kemi. I beskrivande tillämpningar modelleras egenskaper hos kemiska system med avsikten att lära sig de underliggande sambanden och strukturen hos systemet, det vill säga modellförståelse och identifiering. I prediktiva tillämpningar modelleras egenskaper hos kemiska system med avsikten att förutsäga nya egenskaper eller beteende av intresse. I båda fallen kan datamängderna vara små men är ofta stora och komplexa och involverar hundratals till tusentals variabler och hundratals till tusentals fall eller observationer.
Kemometriska tekniker används särskilt flitigt inom analytisk kemi och metabolomik och utvecklingen av förbättrade kemometriska analysmetoder fortsätter också att främja det senaste inom analytisk instrumentering och metodik. Det är en tillämpningsdriven disciplin och även om de vanliga kemometriska metoderna används mycket industriellt, är akademiska grupper engagerade i den fortsatta utvecklingen av kemometrisk teori, metod och applikationsutveckling.

## Ursprung
Även om man skulle kunna hävda att även de tidigaste analytiska experimenten inom kemi involverade en form av kemometri, är området allmänt erkänt för att ha uppstått på 1970-talet när datorer blev alltmer utnyttjade för vetenskaplig undersökning. Termen "kemometri" myntades av Svante Wold i en anslagsansökan 1971, och International Chemometrics Society bildades kort därefter av Svante Wold och Bruce Kowalski, två pionjärer inom området. Wold var professor i organisk kemi vid Umeå universitet, Sverige, och Kowalski var professor i analytisk kemi vid University of Washington, Seattle.
Många tidiga tillämpningar involverade multivariat klassificering, åtskilliga kvantitativa prediktiva tillämpningar följde, och i slutet av 1970-talet och början av 1980-talet förekom en mängd olika data- och datordrivna kemiska analyser.
Multivariat analys var en kritisk aspekt även i de tidigaste tillämpningarna av kemometri. Data från infraröd och UV/synlig spektroskopi räknas ofta i tusentals mätningar per prov. Masspektrometri, kärnmagnetisk resonans, atomemission/absorption och kromatografiexperiment är också till sin natur mycket multivariata. Strukturen av dessa data visade sig vara gynnsam för att använda tekniker som principalkomponentanalys (PCA), partiella minsta kvadrater (PLS), ortogonala partiella minsta kvadrater (OPLS) och tvåvägs ortogonala partiella minsta kvadrater (O2PLS). Detta beror främst på att, även om datamängderna kan vara mycket multivariata, finns det en stark och ofta linjär struktur med låg rangordning. PCA och PLS har över tid visat sig vara mycket effektiva för att empiriskt modellera den mer kemiskt intressanta lågrankade strukturen, utnyttja de inbördes sambanden eller "latenta variabler" i data, och tillhandahålla alternativa kompakta koordinatsystem för ytterligare numerisk analys som regression, klustring, och mönsterigenkänning. Särskilt partiella minsta kvadrater användes flitigt i kemometriska tillämpningar under många år innan det började hitta regelbunden användning inom andra områden. 
Till och med 1980-talet dök tre dedikerade tidskrifter upp inom området: Journal of Chemometrics, Chemometrics and Intelligent Laboratory Systems och Journal of Chemical Information and Modeling. Dessa tidskrifter fortsätter att täcka både grundläggande och metodologisk forskning inom kemometri. För närvarande publiceras de flesta rutintillämpningar av befintliga kemometriska metoder vanligtvis i tillämpningsorienterade tidskrifter (till exempel Applied Spectroscopy, Analytical Chemistry, Analytica Chimica Acta, Talanta). Flera viktiga böcker/monografier om kemometri publicerades också först på 1980-talet, som den första upplagan av Malinowskis Factor Analysis in Chemistry, Sharaf, Illman och Kowalski's Chemometrics, Massart et al. Chemometrics: a textbook, och Multivariate Calibration av Martens och Naes.
Vissa stora kemometriska tillämpningsområden har fortsatt att representera nya domäner, såsom molekylär modellering och QSAR, keminformatik, "-omics"-områdena genomik, proteomik, metabonomik och metabolomik, processmodellering och processanalytisk teknologi.
En redogörelse för kemometrins tidiga historia publicerades som en serie intervjuer av Geladi och Esbensen.

## Tekniker

### Multivariat kalibrering
Många kemiska problem och tillämpningar av kemometri involverar kalibrering. Målet är att utveckla modeller som kan användas för att förutsäga egenskaper av intresse baserat på uppmätta egenskaper hos det kemiska systemet, som tryck, flöde, temperatur, infraröda Raman NMR-spektra och masspektra. Exempel är utvecklingen av multivariata modeller som relaterar 1) spektralt svar med flera våglängder på analytkoncentration, 2) molekylära deskriptorer till biologisk aktivitet, 3) multivariata processförhållanden/tillstånd till slutproduktens attribut. Processen kräver en kalibrerings- eller träningsdatauppsättning, som ger referensvärden för egenskaperna av intresse för förutsägelse, och de uppmätta attributen som tros motsvara dessa egenskaper.
  
Tekniker i multivariat kalibrering kategoriseras ofta brett som klassiska eller omvända metoder. Den huvudsakliga skillnaden mellan dessa tillvägagångssätt är att i klassisk kalibrering löses modellerna så att de är optimala för att beskriva de uppmätta analytiska svaren (till exempel spektra) och kan därför anses vara optimala deskriptorer, medan de i omvända metoder modeller löses för att vara optimala för att förutsäga egenskaperna av intresse (till exempel koncentrationer, optimala prediktorer). Omvända metoder kräver vanligtvis mindre fysikalisk kunskap om det kemiska systemet och ger åtminstone i teorin överlägsna förutsägelser i medelkvadratfelsavseende och därför tenderar omvända tillvägagångssätt att användas oftare i modern multivariat kalibrering. 

### Klassificering, mönsterigenkänning, klustring
Övervakad multivariat klassificeringsteknik är nära besläktad med multivariat kalibreringsteknik genom att en kalibrerings- eller träningsuppsättning används för att utveckla en matematisk modell som kan klassificera framtida prover. Teknikerna som används inom kemometri liknar de som används inom andra områden – multivariat diskriminantanalys, logistisk regression, neurala nätverk, regression/klassificeringsträd. Användningen av rangreduktionstekniker i samband med dessa konventionella klassificeringsmetoder är rutin i kemometri, till exempel diskriminantanalys på huvudkomponenter eller partiella minsta kvadratpoäng.
En familj av tekniker, kallad klassmodellering eller enklassklassificerare, kan bygga modeller för en enskild klass av intresse. Sådana metoder är särskilt användbara vid kvalitetskontroll och äkthetskontroll av produkter.
Oövervakad klassificering (även kallad klusteranalys) används också ofta för att upptäcka mönster i komplexa datamängder och återigen är många av kärnteknikerna som används inom kemometri gemensamma för andra områden som maskininlärning och statistisk inlärning.

### Multivariat kurvupplösning
I kemometriskt språkbruk försöker multivariat kurvupplösning att dekonstruera datamängder med begränsad eller frånvarande referensinformation och systemkunskap. Några av de tidigaste arbetet med dessa tekniker gjordes av Lawton och Sylvestre i början av 1970-talet. Dessa tillvägagångssätt kallas också självmodellerande blandningsanalys, blindkälla/signalseparation och spektral avblandning. Till exempel, från en datauppsättning som omfattar fluorescensspektra från en serie prover som vart och ett innehåller flera fluoroforer, kan multivariata kurvupplösningsmetoder användas för att extrahera fluorescensspektra för de individuella fluoroforerna, tillsammans med deras relativa koncentrationer i vart och ett av proverna. Problemet är vanligtvis dåligt avgränsat på grund av otydlighet i rotationsriktningen (många möjliga lösningar kan på motsvarande sätt representera uppmätta data), varför tillämpningen av ytterligare begränsningar är vanligt, såsom icke-negativitet, unimodalitet eller kända inbördes samband mellan de individuella komponenterna (till exempel kinetiska eller massbalansbegränsningar).